# تریشنا (فیلم ۲۰۱۱)
تریشنا (به انگلیسی: Trishna) فیلمی در ژانر درام به کارگردانی و نوشتهٔ مایکل وینترباتم با بازی فریدا پینتو و ریز احمد محصول مشترک سال ۲۰۱۱ میلادی انگلستان، سوئد و هند است. فیلم‌نامهٔ آن از رمان تس اثر توماس هاردی اقتباس شده‌است. این فیلم برای اولین بار در جشنواره بین‌المللی فیلم تورنتو در در ۹ سپتامبر ۲۰۱۱ و پس‌از آن در دیگر جشنواره‌ها به نمایش درآمد. فیلم در تاریخ ۹ مارس ۲۰۱۲ در انگلستان و ایرلند اکران شد.

## خلاصه داستان
تریشنا به همراه خانواده تقریباً فقیرش در روستایی در راجستان معاصر زندگی می‌کند. جی از خانواده ثروتمندی است (ثروتمندترین خانواده شهر). تریشنا برای خانوادهٔ جی کار می‌کند. روزی که جی از لندن به راجستان برمی‌گردد، در نخستین دیدار و ملاقات با تریشنا، عاشق وی می‌شود ولی چون جی از خانواده پولداری است نمی‌تواند به راحتی با تریشنا ازدواج کند و...

## بازیگران اصلی
- فریدا پینتو در نقش تریشنا
- ریز احمد در نقش جِی
- آنوراگ کاشیاپ در نقش خودش
- روشن ست در نقش پدرِ جی
- آمیت تریوِدی در نقش خودش
- کالکی کوچلین در نقش خودش
- نیت موهان در نقش سندیپ
- هریش خانا در نقش وی‌جی
- میتا واشیشت در نقش مادرِ تریشنا
- هما قریشی در نقش رقاص